# Superprestige
Pour les articles homonymes, voir Super Prestige Pernod.
Le Superprestige est une compétition de cyclo-cross qui se déroule en huit manches. Il est organisé pour les catégories Hommes juniors (17-18 ans), Hommes espoirs (moins de 23 ans) Hommes élites, Femmes élites et Femmes espoirs (depuis 2018-2019). Sa première édition a eu lieu lors de la saison 1982-1983. C'est l'une des quatre compétitions majeures de cyclo-cross aux côtés de la Coupe du monde de cyclo-cross, de la X²O Badkamers Trofee et de l'Exact Cross.
Alors que la Coupe du monde de cyclo-cross a plus vocation à universaliser le cyclo-cross en organisant des épreuves dans divers pays, les épreuves du Superprestige sont délibérément regroupées dans le fief du cyclo-cross, c'est-à-dire la Flandre belge et aux Pays-Bas. Cependant, jusqu'à la saison 2003-2004 incluse, il y avait des épreuves en France, Suisse, Italie, Espagne et République tchèque.

## Palmarès

### Hommes élites
| Année     | Vainqueur            | Deuxième            | Troisième              |
| --------- | -------------------- | ------------------- | ---------------------- |
| 1982-1983 | Hennie Stamsnijder   | Johan Ghyllebert    | Paul De Brauwer        |
| 1983-1984 | Hennie Stamsnijder   | Reiner Groenendaal  | Albert Zweifel         |
| 1984-1985 | Roland Liboton       | Hennie Stamsnijder  | Reiner Groenendaal     |
| 1985-1986 | Roland Liboton       | Hennie Stamsnijder  | Paul De Brauwer        |
| 1986-1987 | Hennie Stamsnijder   | Frank van Bakel     | Martin Hendriks        |
| 1987-1988 | Roland Liboton       | Hennie Stamsnijder  | Paul De Brauwer        |
| 1988-1989 | Hennie Stamsnijder   | Paul De Brauwer     | Henk Baars             |
| 1989-1990 | Danny De Bie         | Paul De Brauwer     | Henk Baars             |
| 1990-1991 | Radomír Šimůnek sr.  | Danny De Bie        | Kurt De Roose          |
| 1991-1992 | Radomír Šimůnek sr.  | Danny De Bie        | Frank van Bakel        |
| 1992-1993 | Daniele Pontoni      | Thomas Frischknecht | Danny De Bie           |
| 1993-1994 | Daniele Pontoni      | Marc Janssens       | Thomas Frischknecht    |
| 1994-1995 | Radomír Šimůnek sr.  | Richard Groenendaal | Adrie van der Poel     |
| 1995-1996 | Luca Bramati         | Richard Groenendaal | Adrie van der Poel     |
| 1996-1997 | Adrie van der Poel   | Mario De Clercq     | Richard Groenendaal    |
| 1997-1998 | Richard Groenendaal  | Adrie van der Poel  | Mario De Clercq        |
| 1998-1999 | Sven Nys             | Bart Wellens        | Adrie van der Poel     |
| 1999-2000 | Sven Nys             | Richard Groenendaal | Adrie van der Poel     |
| 2000-2001 | Richard Groenendaal  | Bart Wellens        | Erwin Vervecken        |
| 2001-2002 | Sven Nys             | Erwin Vervecken     | Bart Wellens           |
| 2002-2003 | Sven Nys             | Bart Wellens        | Mario De Clercq        |
| 2003-2004 | Bart Wellens         | Sven Nys            | Erwin Vervecken        |
| 2004-2005 | Sven Nys             | Richard Groenendaal | Sven Vanthourenhout    |
| 2005-2006 | Sven Nys             | Gerben de Knegt     | Bart Wellens           |
| 2006-2007 | Sven Nys             | Erwin Vervecken     | Bart Wellens           |
| 2007-2008 | Sven Nys             | Bart Wellens        | Niels Albert           |
| 2008-2009 | Sven Nys             | Klaas Vantornout    | Bart Wellens           |
| 2009-2010 | Zdeněk Štybar        | Niels Albert        | Sven Nys               |
| 2010-2011 | Sven Nys             | Kevin Pauwels       | Zdeněk Štybar          |
| 2011-2012 | Sven Nys             | Kevin Pauwels       | Zdeněk Štybar          |
| 2012-2013 | Sven Nys             | Niels Albert        | Klaas Vantornout       |
| 2013-2014 | Sven Nys             | Niels Albert        | Tom Meeusen            |
| 2014-2015 | Mathieu van der Poel | Kevin Pauwels       | Lars van der Haar      |
| 2015-2016 | Wout van Aert        | Sven Nys            | Lars van der Haar      |
| 2016-2017 | Mathieu van der Poel | Wout van Aert       | Laurens Sweeck         |
| 2017-2018 | Mathieu van der Poel | Wout van Aert       | Laurens Sweeck         |
| 2018-2019 | Mathieu van der Poel | Toon Aerts          | Lars van der Haar      |
| 2019-2020 | Laurens Sweeck       | Eli Iserbyt         | Lars van der Haar      |
| 2020-2021 | Toon Aerts           | Eli Iserbyt         | Michael Vanthourenhout |
| 2021-2022 | Eli Iserbyt          | Toon Aerts          | Lars van der Haar      |
| 2022-2023 | Lars van der Haar    | Eli Iserbyt         | Michael Vanthourenhout |
| 2023-2024 | Eli Iserbyt          | Joris Nieuwenhuis   | Niels Vandeputte       |
| 2024-2025 | Niels Vandeputte     | Lars van der Haar   | Michael Vanthourenhout |

Le Belge Sven Nys détient le record de victoires finales avec treize succès, et le record de victoires sur les manches qui composent le Superprestige (64). Il est resté invaincu sur onze épreuves consécutives et a remporté toutes les manches de la saison 2006-2007.
| Vict. | Coureur              | Éditions                                                                                  |
| ----- | -------------------- | ----------------------------------------------------------------------------------------- |
| 13    | Sven Nys             | 98-99, 99-00, 01-02, 02-03, 04-05, 05-06, 06-07, 07-08, 08-09, 10-11, 11-12, 12-13, 13-14 |
| 4     | Hennie Stamsnijder   | 82-83, 83-84, 86-87, 88-89                                                                |
| 4     | Mathieu van der Poel | 14-15, 16-17, 17-18, 18-19                                                                |
| 3     | Roland Liboton       | 84-85, 85-86, 87-88                                                                       |
| 3     | Radomír Šimůnek sr.  | 90-91, 91-92, 94-95                                                                       |
| 2     | Daniele Pontoni      | 92-93, 93-94                                                                              |
| 2     | Richard Groenendaal  | 97-98, 00-01                                                                              |
| 2     | Eli Iserbyt          | 21-22, 23-24                                                                              |
| 1     | Danny De Bie         | 89-90                                                                                     |
| 1     | Luca Bramati         | 95-96                                                                                     |
| 1     | Adrie van der Poel   | 96-97                                                                                     |
| 1     | Bart Wellens         | 03-04                                                                                     |
| 1     | Zdeněk Štybar        | 09-10                                                                                     |
| 1     | Wout van Aert        | 15-16                                                                                     |
| 1     | Laurens Sweeck       | 19-20                                                                                     |
| 1     | Toon Aerts           | 20-21                                                                                     |
| 1     | Lars van der Haar    | 22-23                                                                                     |
| 1     | Niels Vandeputte     | 24-25                                                                                     |

### Femmes élites
| Année     | Vainqueur       | Deuxième             | Troisième            |
| --------- | --------------- | -------------------- | -------------------- |
| 2015-2016 | Sanne Cant      | Nikki Harris         | Jolien Verschueren   |
| 2016-2017 | Sanne Cant      | Sophie de Boer       | Ellen Van Loy        |
| 2017-2018 | Sanne Cant      | Maud Kaptheijns      | Annemarie Worst      |
| 2018-2019 | Sanne Cant      | Annemarie Worst      | Denise Betsema       |
| 2019-2020 | Ceylin Alvarado | Yara Kastelijn       | Annemarie Worst      |
| 2020-2021 | Lucinda Brand   | Ceylin Alvarado      | Denise Betsema       |
| 2021-2022 | Lucinda Brand   | Denise Betsema       | Annemarie Worst      |
| 2022-2023 | Ceylin Alvarado | Inge van der Heijden | Denise Betsema       |
| 2023-2024 | Ceylin Alvarado | Annemarie Worst      | Aniek van Alphen     |
| 2024-2025 | Lucinda Brand   | Ceylin Alvarado      | Inge van der Heijden |

| Vict. | Coureuse        | Éditions                   |
| ----- | --------------- | -------------------------- |
| 4     | Sanne Cant      | 15-16, 16-17, 17-18, 18-19 |
| 3     | Ceylin Alvarado | 19-20, 22-23, 23-24        |
| 3     | Lucinda Brand   | 20-21, 21-22, 24-25        |

### Hommes espoirs
| Année     | Vainqueur                                         | Deuxième                                          | Troisième                                         |
| --------- | ------------------------------------------------- | ------------------------------------------------- | ------------------------------------------------- |
| 2002-2003 | Thijs Verhagen                                    | Bart Aernouts                                     | Wesley Van Der Linden                             |
| 2003-2004 | Wesley Van Der Linden                             | Klaas Vantornout                                  | Martin Zlámalík                                   |
| 2004-2005 | Niels Albert                                      | Radomír Šimůnek jr                                | Lars Boom                                         |
| 2005-2006 | Niels Albert                                      | Eddy van IJzendoorn                               | Dieter Vanthourenhout                             |
| 2006-2007 | Niels Albert                                      | Zdeněk Štybar                                     | Rob Peeters                                       |
| 2007-2008 | Thijs van Amerongen                               | Jempy Drucker                                     | Julien Taramarcaz                                 |
| 2008-2009 | Philipp Walsleben                                 | Kenneth Van Compernolle                           | Tom Meeusen                                       |
| 2009-2010 | Tom Meeusen                                       | Jim Aernouts                                      | Kenneth Van Compernolle                           |
| 2010-2011 | Jim Aernouts                                      | Lars van der Haar                                 | Vincent Baestaens                                 |
| 2011-2012 | Lars van der Haar                                 | Wietse Bosmans                                    | Stan Godrie                                       |
| 2012-2013 | Wout van Aert                                     | Jens Adams                                        | Gianni Vermeersch                                 |
| 2013-2014 | Mathieu van der Poel                              | Wout van Aert                                     | Gianni Vermeersch                                 |
| 2014-2015 | Michael Vanthourenhout                            | Laurens Sweeck                                    | Toon Aerts                                        |
| 2015-2016 | Eli Iserbyt                                       | Quinten Hermans                                   | Daan Hoeyberghs                                   |
| 2016-2017 | Quinten Hermans                                   | Joris Nieuwenhuis                                 | Nicolas Cleppe                                    |
| 2017-2018 | Sieben Wouters                                    | Adam Ťoupalík                                     | Jens Dekker                                       |
| 2018-2019 | Thomas Pidcock                                    | Ben Turner                                        | Eli Iserbyt                                       |
| 2019-2020 | Thomas Pidcock                                    | Ryan Kamp                                         | Ben Turner                                        |
| 2020-2021 | Non-organisé en raison de la pandémie de Covid-19 | Non-organisé en raison de la pandémie de Covid-19 | Non-organisé en raison de la pandémie de Covid-19 |
| 2021-2022 | Pas de classement Espoirs                         | Pas de classement Espoirs                         | Pas de classement Espoirs                         |
| 2022-2023 | Pas de classement Espoirs                         | Pas de classement Espoirs                         | Pas de classement Espoirs                         |
| 2023-2024 | Pas de classement Espoirs                         | Pas de classement Espoirs                         | Pas de classement Espoirs                         |
| 2024-2025 | Pas de classement Espoirs                         | Pas de classement Espoirs                         | Pas de classement Espoirs                         |

### Femmes espoirs
| Année     | Vainqueur                                         | Deuxième                                          | Troisième                                         |
| --------- | ------------------------------------------------- | ------------------------------------------------- | ------------------------------------------------- |
| 2018-2019 | Ceylin Del Carmen Alvarado                        | Inge van der Heijden                              | Fleur Nagengast                                   |
| 2019-2020 | Ceylin Alvarado                                   | Inge van der Heijden                              | Shirin van Anrooij                                |
| 2020-2021 | Non-organisé en raison de la pandémie de Covid-19 | Non-organisé en raison de la pandémie de Covid-19 | Non-organisé en raison de la pandémie de Covid-19 |
| 2021-2022 | Pas de classement Espoirs                         | Pas de classement Espoirs                         | Pas de classement Espoirs                         |
| 2022-2023 | Pas de classement Espoirs                         | Pas de classement Espoirs                         | Pas de classement Espoirs                         |
| 2023-2024 | Pas de classement Espoirs                         | Pas de classement Espoirs                         | Pas de classement Espoirs                         |
| 2024-2025 | Pas de classement Espoirs                         | Pas de classement Espoirs                         | Pas de classement Espoirs                         |

### Hommes juniors
| Année     | Vainqueur                                         | Deuxième                                          | Troisième                                         |
| --------- | ------------------------------------------------- | ------------------------------------------------- | ------------------------------------------------- |
| 2001-2002 | Kevin Pauwels                                     | Dieter Vanthourenhout                             | Nick Sels                                         |
| 2002-2003 | Lars Boom                                         | Eddy van IJzendoorn                               | Dieter Vanthourenhout                             |
| 2003-2004 | Niels Albert                                      | Thijs van Amerongen                               | Jempy Drucker                                     |
| 2004-2005 | Ricardo van der Velde                             | Tom Meeusen                                       | Jan Van Dael                                      |
| 2005-2006 | Tom Meeusen                                       | Kevin Cant                                        | Kenneth Van Compernolle                           |
| 2006-2007 | Ramon Sinkeldam                                   | Joeri Adams                                       | Vincent Baestaens                                 |
| 2007-2008 | Stef Boden                                        | Tijmen Eising                                     | Geert van der Horst                               |
| 2008-2009 | Tijmen Eising                                     | Lars van der Haar                                 | Wietse Bosmans                                    |
| 2009-2010 | David van der Poel                                | Laurens Sweeck                                    | Mike Teunissen                                    |
| 2010-2011 | Laurens Sweeck                                    | Diether Sweeck                                    | Jens Vandekinderen                                |
| 2011-2012 | Mathieu van der Poel                              | Wout van Aert                                     | Daan Soete                                        |
| 2012-2013 | Mathieu van der Poel                              | Quinten Hermans                                   | Martijn Budding                                   |
| 2013-2014 | Yannick Peeters                                   | Thomas Joseph                                     | Thijs Aerts                                       |
| 2014-2015 | Eli Iserbyt                                       | Johan Jacobs                                      | Maik van der Heijden                              |
| 2015-2016 | Jens Dekker                                       | Jappe Jaspers                                     | Seppe Rombouts                                    |
| 2016-2017 | Jelle Camps                                       | Toon Vandebosch                                   | Thymen Arensman                                   |
| 2017-2018 | Tomáš Kopecký                                     | Ryan Kamp                                         | Pim Ronhaar                                       |
| 2018-2019 | Witse Meeussen                                    | Ryan Cortjens                                     | Lennert Belmans                                   |
| 2019-2020 | Thibau Nys                                        | Lennert Belmans                                   | Ward Huybs                                        |
| 2020-2021 | Non-organisé en raison de la pandémie de Covid-19 | Non-organisé en raison de la pandémie de Covid-19 | Non-organisé en raison de la pandémie de Covid-19 |
| 2021-2022 | Pas de classement Juniors                         | Pas de classement Juniors                         | Pas de classement Juniors                         |
| 2022-2023 | Pas de classement Juniors                         | Pas de classement Juniors                         | Pas de classement Juniors                         |
| 2023-2024 | Pas de classement Juniors                         | Pas de classement Juniors                         | Pas de classement Juniors                         |
| 2024-2025 | Pas de classement Juniors                         | Pas de classement Juniors                         | Pas de classement Juniors                         |